# Mistrzostwa Azji w Piłce Ręcznej Kobiet 1999
Mistrzostwa Azji w Piłce Ręcznej Kobiet 1999 – siódme mistrzostwa Azji w piłce ręcznej kobiet, oficjalny międzynarodowy turniej piłki ręcznej o randze mistrzostw kontynentu organizowany przez AHF mający na celu wyłonienie najlepszej żeńskiej reprezentacji narodowej w Azji. Odbył się wraz z turniejem męskim w dniach 24–29 stycznia 2000 roku w japońskim mieście Yamaga w prefekturze Kumamoto. Tytułu zdobytego w 1997 roku broniła reprezentacja Korei Południowej. Mistrzostwa były jednocześnie eliminacjami do IO 2000.
Wszystkie spotkania odbyły się systemem kołowym w Yamaga City Gymnasium.
W zawodach triumfował zespół Korei Południowej zyskując tym samym awans na Letnie Igrzyska Olimpijskie 2000.
Składy zespołów.

## Faza grupowa
| 24 stycznia 200017:00 | Korea Południowa | 36:27(19:14) | Korea Północna | Yamaga City Gymnasium, Yamaga |
| 24 stycznia 200017:00 |                  | 36:27(19:14) |                | Yamaga City Gymnasium, Yamaga |

| 24 stycznia 200019:00 | Japonia | 31:7(15:4) | Chińskie Tajpej | Yamaga City Gymnasium, Yamaga |
| 24 stycznia 200019:00 |         | 31:7(15:4) |                 | Yamaga City Gymnasium, Yamaga |

| 25 stycznia 200017:00 | Korea Południowa | 30:20(15:13) | Japonia | Yamaga City Gymnasium, Yamaga |
| 25 stycznia 200017:00 |                  | 30:20(15:13) |         | Yamaga City Gymnasium, Yamaga |

| 25 stycznia 200019:00 | Chiny | 21:21(8:11) | Korea Północna | Yamaga City Gymnasium, Yamaga |
| 25 stycznia 200019:00 |       | 21:21(8:11) |                | Yamaga City Gymnasium, Yamaga |

| 26 stycznia 200018:00 | Chiny | 31:14(16:8) | Chińskie Tajpej | Yamaga City Gymnasium, Yamaga |
| 26 stycznia 200018:00 |       | 31:14(16:8) |                 | Yamaga City Gymnasium, Yamaga |

| 27 stycznia 200017:00 | Korea Południowa | 34:8(16:1) | Chińskie Tajpej | Yamaga City Gymnasium, Yamaga |
| 27 stycznia 200017:00 |                  | 34:8(16:1) |                 | Yamaga City Gymnasium, Yamaga |

| 27 stycznia 200019:00 | Japonia | 26:25(11:9) | Korea Północna | Yamaga City Gymnasium, Yamaga |
| 27 stycznia 200019:00 |         | 26:25(11:9) |                | Yamaga City Gymnasium, Yamaga |

| 28 stycznia 200018:00 | Chiny | 24:23(8:10) | Japonia | Yamaga City Gymnasium, Yamaga |
| 28 stycznia 200018:00 |       | 24:23(8:10) |         | Yamaga City Gymnasium, Yamaga |

| 29 stycznia 200015:00 | Korea Południowa | 31:29(17:13) | Chiny | Yamaga City Gymnasium, Yamaga |
| 29 stycznia 200015:00 |                  | 31:29(17:13) |       | Yamaga City Gymnasium, Yamaga |

| 29 stycznia 200017:00 | Korea Północna | 30:25(11:11) | Chińskie Tajpej | Yamaga City Gymnasium, Yamaga |
| 29 stycznia 200017:00 |                | 30:25(11:11) |                 | Yamaga City Gymnasium, Yamaga |

## Klasyfikacja końcowa
| Miejsce | Reprezentacja    | Uwagi          |
| ------- | ---------------- | -------------- |
| złoto   | Korea Południowa | awans: IO 2000 |
| srebro  | Chiny            | -              |
| brąz    | Japonia          | -              |
| 4       | Korea Północna   | -              |
| 5       | Chińskie Tajpej  | -              |